# Берая, Анзор Шотович
Анзор Шотович Берая (род. 8 марта 1968) — советский и российский футболист, полузащитник.
Воспитанник ставропольской школы-интерната спортивного профиля. В первенстве СССР играл во второй (1991 — второй низшей) лиге за команды «Нарт» Черкесск (1985—1986) и «Машук» Пятигорск (1988—1991). В сезоне 1991/92 выступал в чемпионате Грузии за «Локомотив» Самтредиа — 19 матчей. В первой лиге России играл за «Нарт» Черкесск (1992, 1993), «Металлург» Липецк (1992), «Асмарал» Кисловодск (1993), «Автодор» Владикавказ (1994), с которым вылетел во вторую лигу. Карьеру завершил в 1996 в команде чемпионата Латвии «Динабург» Даугавпилс.
В 2001 году был главным тренером любительского «Машука-КМВ».